# 1892년 이탈리아 총선
1892년 이탈리아 총선은 이탈리아 하원 508인을 선출하기 위한 첫 선거로 1892년 11월 6일 1차 투표, 11월 13일 2차 투표가 치러졌다. 역사적 좌파 진영이 508석 중 323석을 차지하여 원내 제1당이자 거대 여당 지위를 유지하였다.
1882년 이탈리아 총선 이래 한 선거구당 2~5석의 중선거구제로 시행되었다.

## 상세
1892년~1893년 이탈리아 총리에 오른 조반니 졸리티 총리는 악재와 실책이 겹친 정부내각으로 기억된다. 부동산 경제위기와 프랑스와의 무역단절은 국영은행의 실적을 악화시켰으며 그 가운데 방카 로마나는 잘못된 행정으로 더욱 쇠락하고 말았다. 방카 로마나는 특히 부동산 개발업자들에게 거액의 대출을 지원하였으나 1887년 부동산 거품 붕괴로 막대한 부채를 떠안은 상황이었다. 프란체스코 크리스피 전 총리와 재무장관은 1889년 당시 이 사실을 보고한 정부 감찰 보고서를 접하였으나, 이것이 공개될 경우 국민의 신뢰를 떨어뜨릴 수 있다고 판단하여 비공개로 남겨두었다.
1893년 8월 은행법 제정으로 방카 로마나를 청산하고 화폐발행체계를 개혁하여 방카 이탈리아, 즉 현재 이탈리아 중앙은행에 해당되는 이탈리아 은행을 신설하여 일원하도록 하였다. 기존의 다른 지정은행인 나폴리 은행과 시칠리아 은행의 권한은 국영기업으로서 자체권한을 제한토록 하였다. 이러한 법 제정에도 국영은행의 재정에 별다른 개선효과를 거두지 못했고, 여기에 기소 면책을 받은 방카 로마나의 베르나르도 탄롱고 총재를 상원의원으로 임명한다는 사실이 알려지며 여론을 자극시켰다. 이에 이탈리아 상원은 탄롱고 총재 임명안의 비준을 거부하였고, 방카 로마나에 대한 이탈리아 의회 차원의 개입이 이루어져 졸리티 총리로 하여금 체포 및 기소의 의무를 행사토록 하였다. 기소 기간 동안 졸리티 총리는 총리권한을 남용하여 사건 관련 자료를 탈취하였다.
이후 의회 조사위의 국영은행 실태 조사에서 졸리티 총리의 개인비리에 대해 무혐의 처리하는 결과가 나왔으나, 졸리티 총리의 정치적 입지는 바닥으로 추락하였고, 이어지는 방카 로마나 스캔들로 졸리티 총리는 결국 사임을 택했다. 졸리티 총리 말기에 이르러 이탈리아 국가재정은 혼란에 빠졌고 연금예산은 고갈된 데 이어, 프랑스 에그모르트에서 이탈리아 노동자 학살이 벌어지는가 하면, 루니자나 반란과 시칠리아의 파시 시칠리아니의 반란이 터지고 있었으나 정부에서 이를 진압할 능력이 없다는 사실만 증명하고 말았다. 국왕과 군부, 보수 세력의 강경 태도에도 불구하고 졸리티 총리는 불법으로 규정된 파업이 아니므로 범죄로 취급할 이유는 없다며 해산에 나서지 않았으며 대규모 시위에 대한 진압군의 총기 사용도 승인하지 않았다. 이는 "경제적 투쟁이 노동자들의 상황개선을 통해 자체적으로 해결되도록 한다"는 본인의 정책과 비간섭 원칙에 따른 것이었다.

## 참여 정당
| 정당 | 정당        | 성향     | 대표                        |
| ---- | ----------- | -------- | --------------------------- |
|      | 역사적 좌파 | 자유주의 | 조반니 졸리티               |
|      | 역사적 우파 | 보수주의 | 안토니오 스트라바 디 루디니 |
|      | 역사적 극좌 | 급진주의 | 펠리체 카발로티             |

## 선거 결과
|                       |             |         |   |           |      |
| 정당                  | 정당        | 득표수  | % | 의석수    | 변화 |
|                       | 역사적 좌파 |         |   | 323 / 508 | -78  |
|                       | 역사적 우파 |         |   | 93 / 508  | +45  |
|                       | 역사적 극좌 |         |   | 56 / 508  | +14  |
|                       | 무소속      |         |   | 36 / 508  | +19  |
| 총합                  | 총합        |         |   | 508       | 0    |
| 유효표                | 1,655,397표 | 97.76%  |   |           |      |
| 무효표                | 37,901표    | 2.24%   |   |           |      |
|                       |             |         |   |           |      |
| 총 투표수             | 1,693,298표 | 100.00% |   |           |      |
| 유권자 (투표율)       | 2,934,445표 | 57.70%  |   |           |      |
| 출처: Nohlen & Stöver |             |         |   |           |      |